# Trung Nam Hải

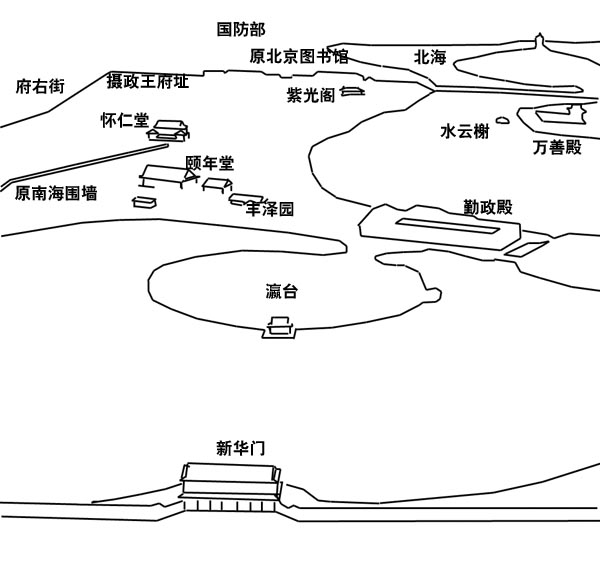
Sơ đồ Trung Nam Hải. Ở dưới cùng sơ đồ là Cổng Tân Hoa. Hòn đảo ở trên hồ trước là Đài Doanh. Ở phía đông bắc Đài Doanh là Điện Cần Chính trong khi ở phía tây bắc là Vườn Phong Trạch. Nhà Hoài Nhân nằm ở trung tây và Gác Tử Quang nằm ở phía bắc.

Trung Nam Hải (tiếng Trung: 中南海; bính âm: Zhōngnánhǎi) là trụ sở của Đảng Cộng sản Trung Quốc (ĐCSTQ) và Quốc vụ viện tại Hoàng thành Bắc Kinh, gần kề Tử Cấm Thành, từng là một ngự viên. Trung Nam Hải là nơi đặt văn phòng của Tổng Bí thư Đảng Cộng sản Trung Quốc và Tổng lý Quốc vụ viện Trung Quốc. Từ Trung Nam Hải được dùng để chỉ chính phủ Trung Quốc và các lãnh đạo cấp cao của ĐCSTQ, giống như từ "Nhà Trắng" được dùng để chỉ chính phủ Hoa Kỳ.
Các lãnh đạo Trung Quốc, bao gồm Tập Cận Bình (Tổng Bí thư Đảng Cộng sản Trung Quốc, Chủ tịch nước Trung Quốc) và những nhân vật lãnh đạo cấp cao khác của Đảng và Nhà nước Trung Quốc, làm việc hằng ngày tại Trung Nam Hải, như tiếp đãi chức sắc nước ngoài. Đài Truyền hình Trung ương Trung Quốc thường xuyên truyền hình các cuộc họp bên trong khu nhà nhưng không cho thấy vẻ bên ngoài. Tuy có rất nhiều bản đồ Trung Nam Hải trước khi chính phủ hiện tại được thành lập nhưng cách sắp xếp trong nhà đã thay đổi lớn từ năm 1949, bao gồm một đợt trùng tu lớn vào thập niên 70; hiện tại, nhiều nhà dù giữ tên cũ nhưng có bố trí và mục đích hoàn toàn khác. Khu phía bắc của Trung Nam Hải là trụ sở của Quốc vụ Viện và có văn phòng của các thành viên cấp cao. Khu phía nam là trụ sở của Ủy ban Trung ương và các cơ quan điều phối bậc cao nhất của nó, như Ban Thường vụ, Bộ Chính trị và Ban Bí thư.
Quy hoạch cơ bản của Trung Nam Hải hình thành vào đời nhà Minh. Hồ phía nam được đào vào năm 1421. Từ cuối đời nhà Thanh, Trung Nam Hải trở thành trung tâm hành chính trên thực tế của Trung Quốc sau khi Từ Hi Thái hậu và Thân vương Thuần rời Tử Cấm Thành chuyển vào ở. Sau khi Trung Hoa Dân quốc được thành lập, Tổng thống Viên Thế Khải đặt Chính phủ Bắc Dương tại Trung Nam Hải. Năm 1949, Cộng hòa Nhân dân Trung Hoa được thành lập, Chủ tịch Mao Trạch Đông chuyển vào Trung Nam Hải. Mao tiếp nhiều lãnh đạo  nước ngoài quan trọng ở Trung Nam Hải như Nikita Khrushchyov, Che Guevara, Richard Nixon, Georges Pompidou, Tanaka Kakuei, Zulfikar Ali Bhutto, v.v. Hai địa điểm yêu thích nhất của ông là Thư phòng Hương Cúc, là nơi ở cá nhân của ông và Nhà Hồ bơi, là nơi ông bơi lội hoặc đọc sách báo mỗi ngày. Sau khi Mao qua đời, Thư phòng Hương Cúc cùng nhiều đồ đạc của ông được bảo quản trong một bảo tàng tư nhân.

## Địa điểm

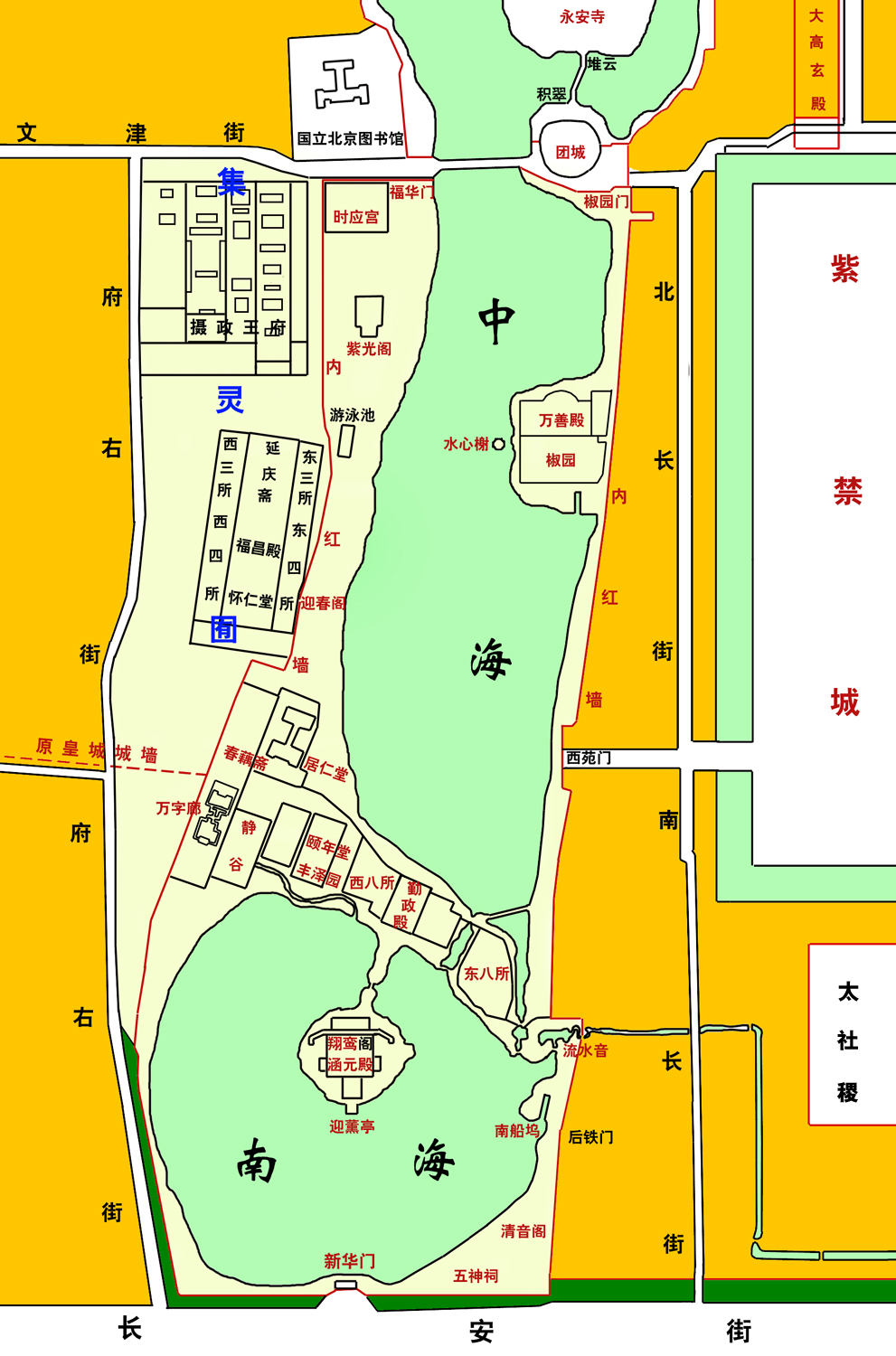
Bản đồ Trung Nam Hải từ thời Dân quốc, có hai hồ tô xanh ở giữa. Cạnh phía tây của Tử Cấm Thành được biểu thị ở bên phải.

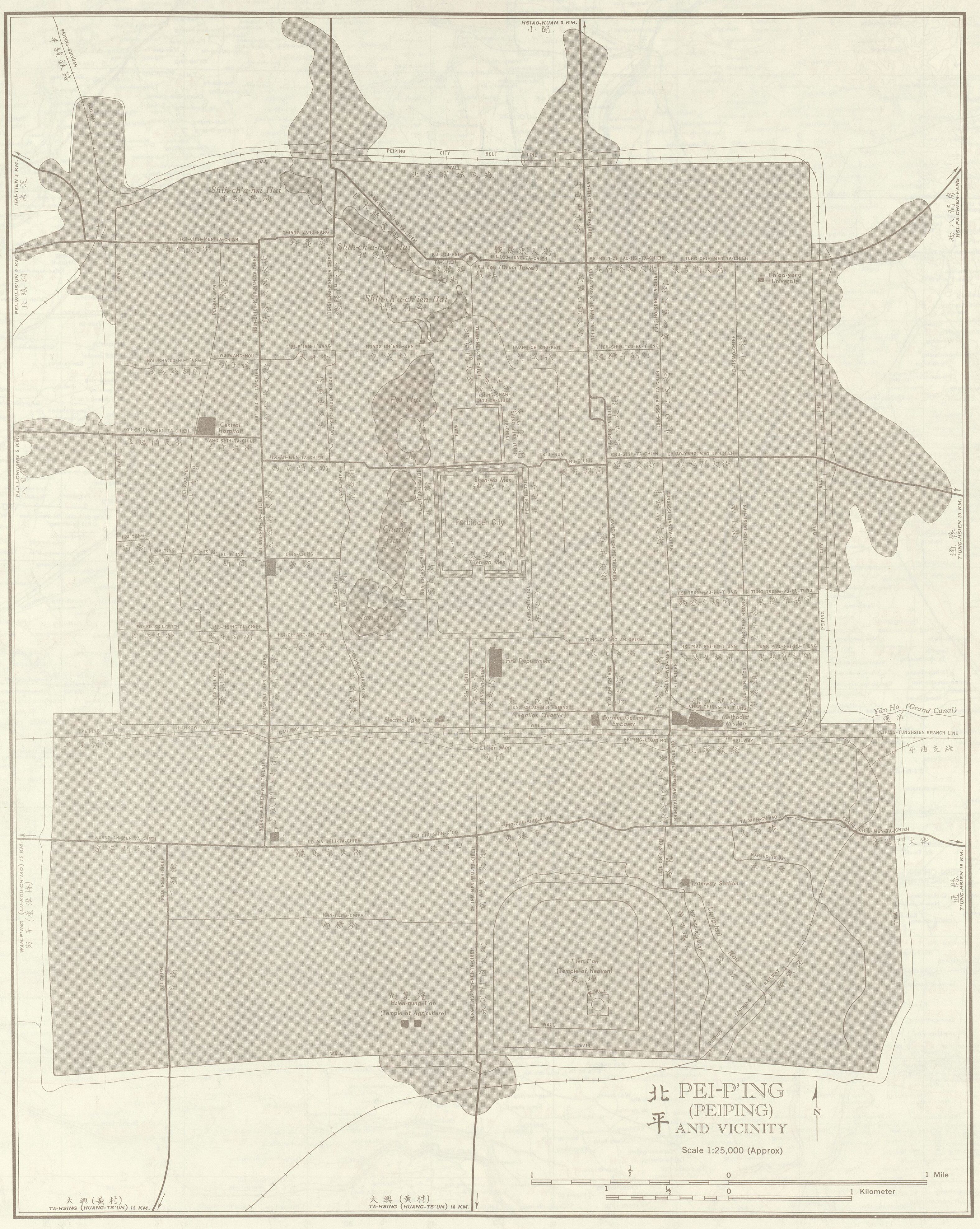
Bản đồ bao gồm Trung Nam Hải (ghi là Trung Hải 中海 và Nam Hải 南海) (thập niên 50)

"Trung Nam Hải" nghĩa là "hồ phía trung và phía nam", trỏ hai hồ "Trung Hải" (中海) và "Nam Hải" (南海) nằm trong khu nhà, cho nên Trung Nam Hải cũng gọi là "Hải Cung". Hai hồ này thuộc các công trình được thực hiện lúc Tử Cấm Thành đang xây dựng. Cùng thuộc hệ thống hồ là "Bắc Hải" (北海), hiện tại là một công viên. Bắc Hải, Trung Hải và Nam Hải được gọi chung là Hồ Thái Dịch (太液池); Hồ Thập Sát (什剎海, nghĩa là "Hồ mười chùa") thông với Bắc Hải ở phía bắc.
Vốn dĩ Hồ Thái Dịch là một ngự vườn tên là Tây Uyển (西苑) hay Tây Nội (西內), có đất xanh trên bờ hồ, được bức tường đỏ bao quanh ở phía tây của Hoàng Thành Bắc Kinh. Hầu hết các đình, đền, miếu đều được cất từ thời kỳ này. Bờ Bắc Hải là nơi tập trung những cơ sở tôn giáo, còn bờ Trung Hải và Nam Hải thì có rải rác nhiều cung điện.

## Lịch sử

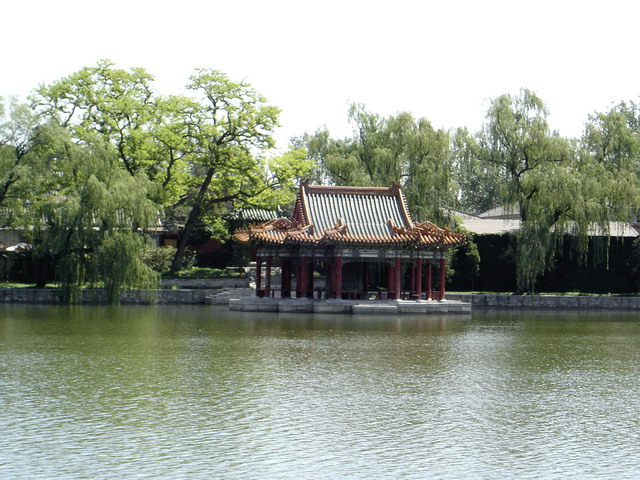
Nhà Thủy Vân, ở trên bờ đông của Trung Hải.

Vào đời nhà Kim (1115–1235), Hoàng đế Kim Chương Tông ra lệnh đào hồ phía bắc vào năm 1189. Phần phía bắc của Trung Nam Hải là Hồ Thái Dịch, có cung điện liền dính tên "Cung Đại Ninh" (大寧宮). Đời Nguyên từ năm 1271 đến năm 1368, Hồ Thái Dịch được gộp vào Hoàng Thành và mở rộng mà bao phủ xấp xỉ diện tích của Bắc Hải và Trung Hải bây giờ. Ba cung điện được xây xung quanh hồ.
Sau khi nhà Minh dời đô đến Bắc Kinh vào năm 1403 theo lệnh của Minh Thành Tổ, Tử Cấm Thành bắt đầu được xây dựng vào năm 1406. Vì cung điện nhà Minh nằm ở phía nam của cung điện nhà Nguyên nên Nam Hải được đào ở phía nam của Bắc Hải. Đất đào hồ cùng đất đào hào được chất đống thành non Cảnh Sơn, là ngọn đồi ở phía bắc Tử Cấm Thành. Lúc đó, ba hồ thông nhau và gọi chung là Hồ Thái Dịch, có cầu phân chia. Ba hồ là một phần của ngự vườn rộng lớn tên Tây Uyển ở phía tây của Tử Cấm Thành. Giữa đời nhà Minh, Minh Vũ Tông và Minh Thế Tông xây dựng nhiều cung điện, đền thờ Đạo giáo, đình xung quanh các hồ và sinh sống làm việc ở đây lâu hơn Tử Cấm Thành.
Nhà Thanh cắt giảm ngự vườn xuống thành khu vực vây quanh ba hồ và có bức tường nhỏ bao bọc. Vài hoàng đế cho xây dựng các đình nhà dọc theo bờ hồ, nơi họ làm việc nước vào mùa hè. Lúc Thái hậu Từ Hi cầm quyền, cả Thái hậu lẫn Hoàng đế đều thường xuyên sống ở Trung Nam Hải, đến Tử Cấm Thành chỉ để giữ lễ nghi.
Trong cuộc Quyền loạn, Trung Nam Hải bị quân đội Nga chiếm, hầu hết di tích cùng đồ trang điểm trong khu nhà đều bị cướp. Về sau, chỉ huy của Liên quân Tám nước cũng sống ở Trung Nam Hải. Khi Phổ Nghi lên ngôi Hoàng đế, cha ông, làm Nhiếp chính vương, sống ít lâu ở Trung Nam Hải.
Trung Nam Hải tiếp tục giữ trọng tâm chính trị quan trọng vào thời Dân quốc, làm phủ tổng thống của Viên Thế Khải cho Chính phủ Bắc Dương từ năm 1911. Nguyên là Thế Khải muốn đặt chính phủ ở trung tâm quyền lực trên lịch sử là Tử Cấm Thành, nhưng không được vì Phổ Nghi còn sống ở đó. Cổng chính hiện tại là Cổng Tân Hoa do Viên Thế Khải cho dựng nên và "nhà cổng" từng là đình nằm trên bờ phía nam của Nam Hải, sát bức tường phía nam. Trước đây, nếu muốn vào Trung Nam Hải thì phải đi qua Tử Cấm Thành, nên Thế Khải muốn tạo ra lối vào trực tiếp từ Đường Trường An. Vì thế nên đình được sửa thành nhà cổng, các bức tường gần đó bị cắt bớt, mà có các bức tường góc cạnh gần lối vào của ngày nay. Lúc còn đang ở ngôi Hoàng đế, Thế Khải đổi tên Trung Nam Hải thành Cung Tân Hoa (新华宫). Khi chính phủ dời đô xuống Nam Kinh, Trung Nam Hải trở thành công viên.
Sau khi Đảng Cộng sản chiếm được Bắc Kinh vào năm 1949, các lãnh tụ cấp cao tính dời trụ sở về thủ đô cũ, nhưng lúc đầu không đồng lòng về trung tâm công tác. Mao Trạch Đông và những lãnh tụ đảng khác đặt trụ sở chính ở Công viên Hương Sơn tại ngoại thành, Chu Ân Lai thì muốn chọn Nhà Hoài Nhân ở Trung Nam Hải, một phần để tổ chức Hội nghị Hiệp thương Chính trị Nhân dân Trung Quốc khóa một, nhưng ông không gợi ý ở các cuộc họp đảng. Trong những tháng đầu tiên, Ân Lai đi xe vào Bắc Kinh để làm việc, nhưng vì đường kém, nên phải thường ở lại Trung Nam Hải thay vì về nhà vào buổi tối. Chính Diệp Kiếm Anh bấy giờ là thị trưởng lâm thời của Bắc Kinh sau cùng đề xuất Trung Nam Hải làm trụ sở đảng cho được an ninh. Ban đầu, Mao Trạch Đông quyết không chịu chuyển do không muốn bị đánh đồng như hoàng đế. Mặc dù vậy, song Chu Ân Lai cùng đa số Bộ Chính trị tán thành ý kiến. Từ đó, Trung Nam Hải là trung tâm hành chính chủ yếu của Trung Quốc.

Chính phủ Trung Quốc cho xây dựng nhiều nhà cửa ở trong Trung Nam Hải mà ngày nay có thể thấy được. Nơi này có đặt Ủy ban Trung ương Đảng Cộng sản Trung Quốc và Quốc vụ Viện. Các lãnh tụ thuở ban đầu như Mao Trạch Đông, Chu Ân Lai và Đặng Tiểu Bình đều sống ở trong Trung Nam Hải.

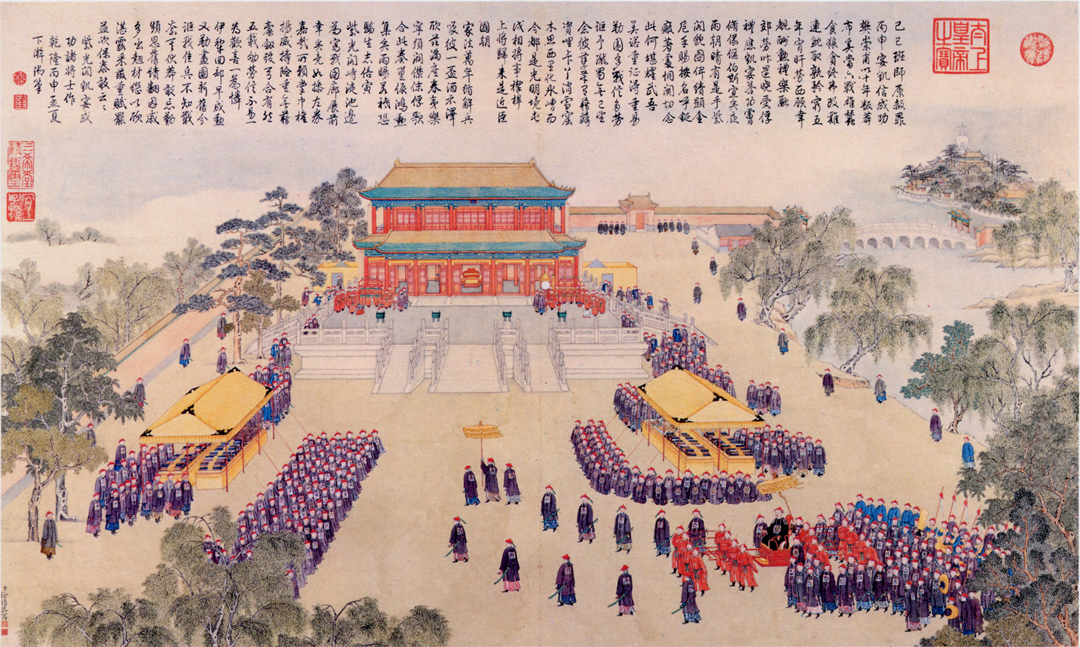
Tranh cuối thế kỷ 18 cho thấy Quân Thanh thắng trận từ Chiến dịch Đại Tiểu Kim Xuyển về được tiếp đón (1771–1776) ở Gác Tử Quang tại Trung Nam Hải
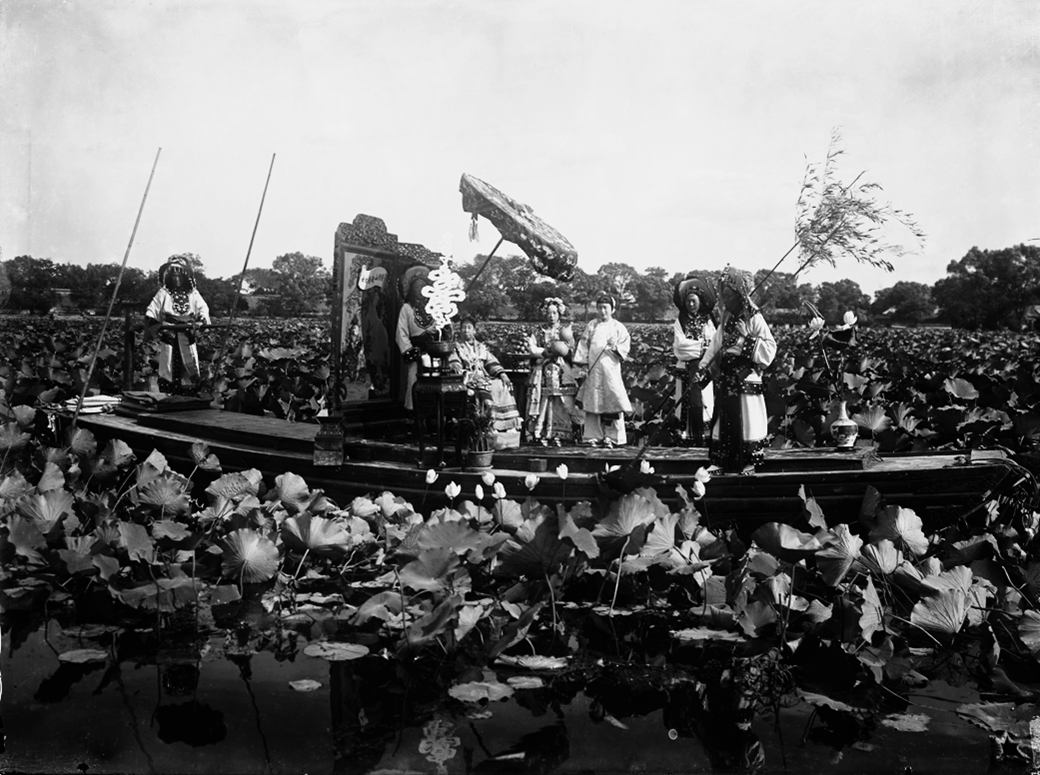
Thái hậu Từ Hi cùng đầy tớ trên thuyền ở Trung Hải vào đầu những năm 1900.
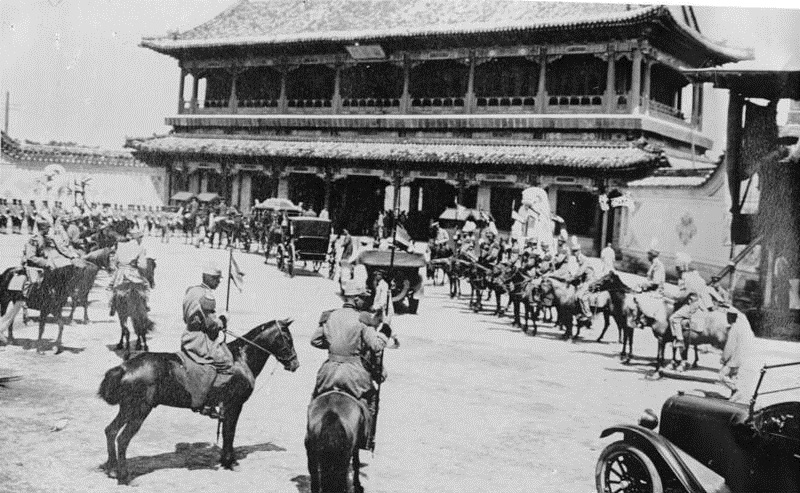
Leo Karakhan, Đại sứ Liên Xô tại Trung Quốc 1923–26, diễu hành bên ngoài Cổng Tân Hoa.
Từ bên trái: Chu Đức, Mao Trạch Đông, Trần Vân and Chu Ân Lai bên ngoài Gác Tử Quang vào năm 1954.
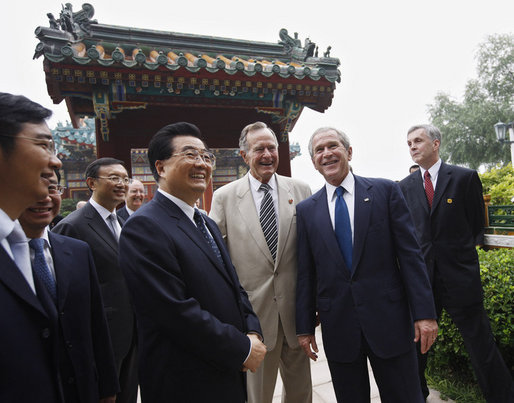
Chủ tịch Trung Quốc Hồ Cẩm Đào cùng Tổng thống Hoa Kỳ George W. Bush và cựu Tổng thống Hoa Kỳ George H. W. Bush ở Trung Nam Hải vào ngày 10 tháng 8 năm 2008.

## Trung Nam Hải hiện nay

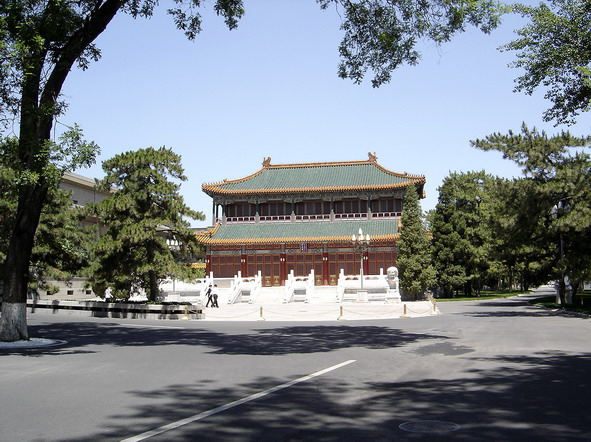
Gác Tử Quang, là nơi tiếp đãi khách nước ngoài.

Từ khi Trung Nam Hải trở thành trụ sở chính phủ trung ương thì công chúng không được vào, ngoại trừ giai đoạn tương đối được tự do sau Cách mạng Văn hóa, khi người dân có thể xin vé tham quan từ cơ quan nhà nước. Sau Sự kiện ngày 4 tháng 6, an ninh được thắt chặt, quân nhân mặc thường phục được bố trí đi tuần khu vực. Mỗi khi có các hội nghị hoặc sự kiện quan trọng thì xe hơi bị cấm dừng trên phần đường liền kề. Bản đồ Bắc Kinh tại Trung Quốc cho thấy Trung Nam Hải chỉ một là vùng xanh có một hồ nước nhưng chính quyền địa phương Bắc Kinh thì được biểu thị bằng một ngôi sao đỏ.
Lối vào quan trọng nhất là Cổng Tân Hoa ở phía nam, có hai khẩu hiệu: "Đảng Cộng sản Trung Quốc vĩ đại muôn năm" và "Tư tưởng Mao Trạch Đông bất khả chiến bại". Khung cảnh phía sau lối vào bị một bức tường bình phong chắn, có khẩu hiệu "Vì nhân dân phục vụ" là chữ viết tay của Mao Trạch Đông. Cổng Tân Hoa nằm trên đường Tây Trường An.
Trung Nam Hải là nơi ở và làm việc chính thức của các ủy viên Ủy ban Thường vụ Bộ Chính trị và các lãnh đạo cấp cao khác. Tuy nhiên, nhiều lãnh đạo cấp cao của đảng sống ở nơi khác trong thành phố. Ví dụ: có tin rằng vài lãnh đạo gần đây như nguyên Tổng Bí thư Hồ Cẩm Đào sống ở khu Ngọc Tuyền Sơn tại phía tây Bắc Kinh do Trung Nam Hải quá đông. Tập Cận Bình cũng sở hữu một ngôi nhà ở Ngọc Tuyền Sơn. Hiện tại vẫn chưa quy định chế độ cấp nơi ở tại Trung Nam Hải cho các lãnh đạo. Một vấn đề là sau khi một lãnh đạo cấp cao qua đời thì vợ chồng của y thường được ở trong nhà mãi mãi; vài ngôi nhà bị gia đình của chủ sở hữu cũ giữ từ sau cách mạng cho đến thập niên 90.

## Bố cục bên trong

### Trung Hải
Trung Hải là trụ sở của Quốc vụ viện và các cơ quan liên quan, bao gồm văn phòng của Tổng lý, Phó Tổng lý và Văn phòng Quốc vụ viện. Khách trong nước, nước ngoài thông thường được tiếp đón ở Trung Hải.

#### Phủ Nhiếp chính
Phủ Nhiếp chính (摄政王府) nằm ở góc tây bắc của Trung Nam Hải, từng được Nhiếp chính Vương dùng, nay là nơi đặt văn phòng của Tổng lý và Phó Tổng lý. Khác với văn phòng của các quan chức Đảng Cộng sản ở Xóm Lầu Tây, được cấp cho cá nhân cụ thể và không cần thay đổi nếu cá nhân đó thay đổi chức danh vai trò, Phủ Nhiếp chính thuộc về chức vị Tổng lý và Phó Tổng lý và người giữ phải chuyển đi khi hết nhiệm kỳ.
Vào đời nhà Minh, Hoàng đế Gia Tĩnh cho xây Phủ Nhiếp chính ở Trung Nam Hải làm cung điện sinh hoạt chính. Tên hiện tại của ngôi nhà do Tải Phong là nhiếp chính của Phổ Nghi đặt vào năm 1909. Năm 1911, lúc nhà Thanh đổ, ngôi nhà vẫn chưa xây xong. Vào thời Dân quốc, ban đầu phủ là văn phòng của Tổng lý Nội các và nơi họp Nội các. Năm 1918, Tổng thống Từ Thế Xương dời phủ tổng thống đến Phủ Nhiếp chính, Tổng lý và Nội các chuyển đi Nhà Di Niên ở Vườn Phong Trạch. Khi Nhà Hoài Nhân trở thành phủ của Tổng thống vào năm 1923, Phủ Nhiếp chính trở thành trụ sở của bộ lục quân và hải quân.
Sau năm 1949, chính phủ Trung Quốc lại dùng ngôi nhà làm trụ sở của Tổng lý và Quốc vụ Viện. Trong đợt trùng tu Trung Nam Hải lớn vào cuối thập niên 70, có kế hoạch hiện đại hóa Phủ Nhiếp chính, nhưng vì chất lượng công trình rất kém, phần móng thì lỏng lẻo và các khe hở giữa các cột gỗ thì lấp bằng gạch vỡ, nên chính điện và các sảnh vào phải bị phá bỏ và xây mới. Nơi họp chính của Quốc vụ Viện hiện nằm ngay bên cạnh Phủ Nhiếp chính ở Nhà Quốc vụ Viện.

#### Sảnh Tây Hoa

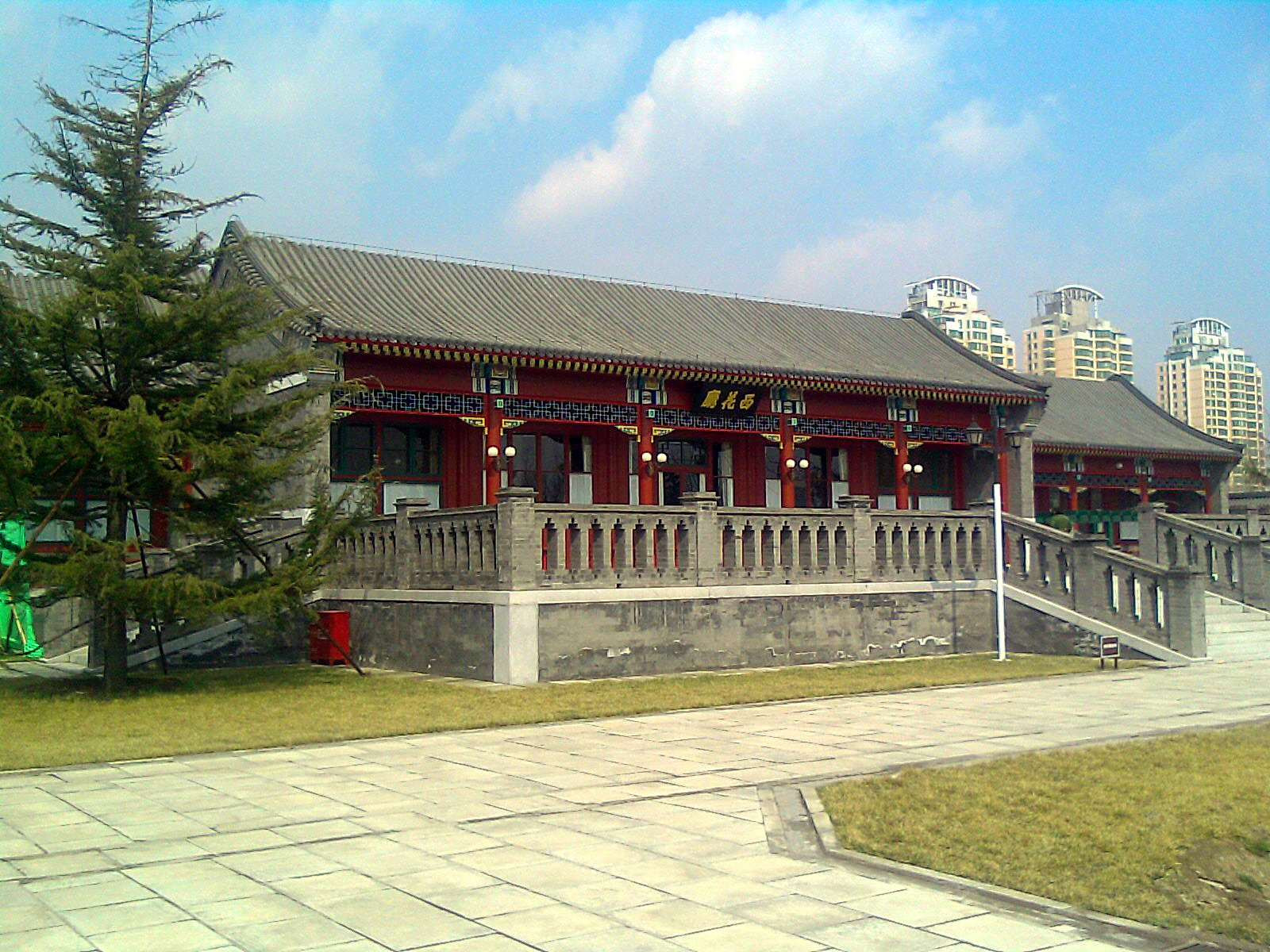
Bản sao của Sảnh Tây Hoa ở Thiên Tân

Sảnh Tây Hoa (西花厅) nằm ở góc tây bắc của Trung Nam Hải, được xây dựng làm khu ở của Phủ Nhiếp chính. Sảnh Tây Hoa từng là nơi ở riêng của Chu Ân Lai. Sảnh có hai sân. Sân trước là nơi Ân Lai gặp gỡ và dùng bữa với khách nước ngoài, sân sau bao gồm văn phòng cá nhân, phòng ngủ và phòng họp của Ân Lai. Sau khi Chu Ân Lai qua đời vào năm 1976, vợ ông là Đặng Dĩnh Siêu cư lưu ở đây cho đến năm 1990. Khác với nhiều nhà cửa ở khu vực Quốc vụ Viện, Sảnh Tây Hoa không bị phá bỏ và tái thiết vào thập niên 70.

#### Nhà Quốc vụ Viện
Nhà Quốc vụ Viện (国务院小礼堂) ban đầu là một mái của Phủ Nhiếp chính, hiện là hội trường chính cho các cuộc họp Quốc vụ Viện. Chu Ân Lai từng không chịu trùng tu ngôi nhà do đã cam kết thắt lưng buộc bụng về ngân sách. Ngôi nhà hiện là chỗ họp chính không chỉ của toàn thể Quốc vụ Viện mà còn của các cơ quan trực thuộc. Cả toàn bộ Quốc vụ Viện lẫn Ủy ban Thường vụ Quốc vụ đều họp ở Phòng họp số Một. Nếu tính phòng họp chính thì Quốc vụ Viện có sáu phòng họp cho các mục đích khác nhau. Ở phía trước Nhà Quốc vụ Viện là sân lớn truyền thống dẫn vào Phòng họp số Bốn, được dùng để gặp gỡ các lãnh tụ xã hội dân sự trong nước.
Khu phía bắc của Nhà Quốc vụ Viện là trụ sở của Phòng Hành chính Quốc vụ Viện. Trong những năm đầu sau năm 1949, hội trường Quốc vụ Viện được dùng làm rạp chiếu phim, nơi tổ chức các buổi chiếu nhiều lần trong tuần. Tòa nhà cũng bao gồm nhà ăn nhỏ cho nhân viên Quốc vụ Viện. Các phòng họp của Quốc vụ Viện được tái thiết và trùng tu vào cuối thập niên 70 và mở cửa trở lại vào năm 1979.

#### Gác Tử Quang

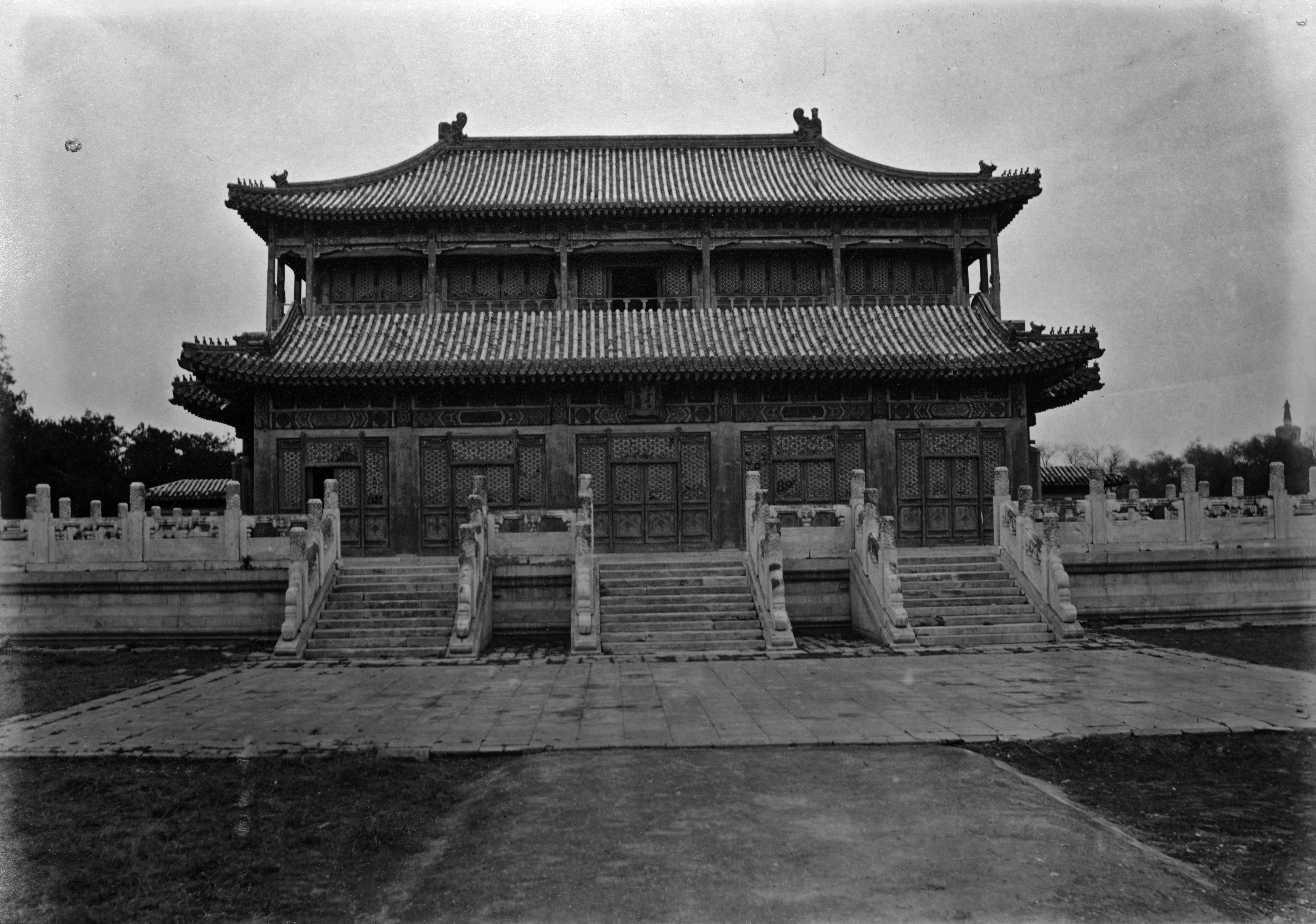
Gác Tử Quang, năm 1879

Gác Tử Quang (紫光閣) là nhà hai tầng nằm ở bờ tây bắc của Trung Hải. Ngay phía sau là Điện Võ Thành (武成殿). Vào đời nhà Minh, ban đầu điện là sân diễn tập quân sự do Hoàng đế Chính Đức cho xây dựng. Hoàng đế Gia Tĩnh kế vị xây dựng Gác Tử Quang ở đây thay cho sân. Vào đời Thanh, tòa nhà được Hoàng đế Khang Hy xây dựng lại thành nơi duyệt vệ sĩ của ông. Thời Hoàng đế Càn Long, Gác Tử Quang được dùng để trưng bày các biểu đồ trận chiến và binh khí bị tịch thu. Tòa nhà còn gọi là Gác Man Cống và là nơi nhận cống phẩm cho Hoàng đế. Sau năm 1949, tòa nhà thỉnh thoảng được dùng cho các buổi khiêu vũ. Về sau, một chỗ họp lớn hiện đại được xây dựng ở phía tây của tòa nhà. Hiện nay, Gác Tử Quang là khu vực tiếp tân chính ở Trung Nam Hải cho việc gặp gỡ nhà ngoại giao nước ngoài và hội đàm cùng lãnh tụ nước ngoài. Điện Võ Thành thường dùng làm bối cảnh chụp ảnh, là một lãnh tụ Trung Quốc sẽ được chụp ảnh ngồi cùng người đồng cấp đến gặp y.

#### Sân quần vợt
Cuối thập niên 80 có kế hoạch sơ bộ cho làm sân quần vợt trong nhà ở khu vực Quốc vụ Viện của Trung Nam Hải. Nguyên là Trung Quốc được đón nhận rất nhiều phái đoàn ngoại giao mới trong các chuyến giao lưu quốc tế, nhưng vài quan chức cảm thấy rằng Gác Tử Quang không đủ cơ sở vật chất để tiếp đón các nhà ngoại giao này, nên đề xuất làm sảnh khách và sân quần vợt gần đó. Tuy sân quần vợt trong nhà bị Phó Tổng lý Điền Kỷ Vân phủ quyết, nhưng sân quần vợt ngoài trời được làm ở Trung Nam Hải vào đầu những năm 2000. Năm 2006, nhà cửa quanh sân quần vợt được xây dựng lại và hiện đại hóa.

#### Hồ bơi trong nhà
Hồ bơi trong nhà được đào vào năm 1955. Có tin là vợ của Mao Trạch Đông là Giang Thanh đề xuất đào hồ trong lúc Mao Trạch Đông đi vắng để cho công trình được chuẩn y. Mao Trạch Đông vẫn dùng hồ bơi vì nó đỡ công đi bơi ở Đại học Thanh Hoa. Mao Trạch Đông thường ở lại làm việc tại hồ bơi trong thời gian dài. Năm 1958, Mao Trạch Đông gặp Tổng Bí thư Liên Xô Nikita Khrushchyov ở hồ bơi. Trong lúc Mao Trạch Đông ở Nhà Hồ bơi, hồ bơi trong nhà được tu sửa và mở rộng dưới sự giám sát của tổng kỹ sư của Trung Nam Hải. Ngày nay hồ bơi được các lãnh tụ cấp cao của đảng dùng và có thêm khu thể dục.

#### Nhà Hồ bơi
Nhà Hồ bơi (游泳池) được cất ngay bên cạnh hồ bơi lớn trong nhà lúc đầu cho được thật dụng: Mao Trạch Đông thường dùng rất nhiều thời gian hoặc bơi lội hoặc đọc sách lịch sử và chính trị với báo cáo chính phủ bên hồ bơi, cho nên một phòng khách, một phòng ngủ và một buồng học có các quyển sách yêu thích của ông được xây dựng để cho Mao Trạch Đông được ở gần hồ bơi mãi mãi. Sau này, các nhân viên của Trung Nam Hải hiểu rằng câu "anh chị được triệu đến hồ bơi" nghĩa là họ được lệnh phải đến Mao Trạch Đông ngay.
Mao Trạch Đông vĩnh viễn rời Thư phòng Hương Cúc và chuyển đến Nhà Hồ bơi vào năm 1966, khi Cách mạng Văn hóa bắt đầu. Đặc biệt trong những năm cuối đời Mao Trạch Đông, Nhà Hồ bơi là nơi các lãnh tụ nước ngoài đến gặp ông, như Richard Nixon và Tanaka Kakuei. Sau khi Mao Trạch Đông qua đời vào năm 1976, vợ của Chu Ân Lai là Đặng Dĩnh Siêu sống ít lâu ở đây trong lúc Phủ Nhiếp chính và Sảnh Tây hoa được tái thiết rộng rãi trước khi trở về Sảnh Tây Hoa sau khi việc tu bổ xong.
Hồ bơi ngoài trời ban đầu liền kề Nhà Hồ bơi được đào vào năm 1933 theo hình thức hợp tác công tư khi Trung Nam Hải còn là công viên. Vé được bán cho dân Bắc Kinh mỗi năm từ tháng 5 đến tháng 8. Từ năm 1946 đến cuối thời Dân quốc, rất khó để được lợi nhuận từ hồ bơi do lạm phát.

#### Lầu Diên Khánh
Lầu Diên Khánh (延庆楼) cùng vài tòa nhà liền kề khác được xây dựng trong thời Chính phủ Bắc Dương vào năm 1922. Trong lúc cầm đầu Chính phủ Bắc Dương, Tào Côn làm việc ở Lầu Diên Khánh và sống ở Nhà Hoài Nhân gần đó. Vợ và vợ lẽ của ông sống trong vài tòa nhà liền kề. Sau khi Tào Côn bị lật đổ vào năm 1924, ông bị giam hai năm ở Lầu Diên Khánh.

#### Đền Vạn Thiện
Đền Vạn Thiện (万善殿) là ngôi chùa Phật giáo nằm ở bờ phía đông của Trung Hải. Ngôi chùa do Hoàng đế Gia Tĩnh nhà Minh cho xây dựng, có tượng Phật xếp hàng ở đại sảnh. Phía sau ngôi đền là Nhà Vạn Thánh, bao gồm một mái vòm và một ngôi chùa bảy tầng.

#### Nhà Thủy Vân
Nhà Thủy Vân (水云榭) nằm trên hòn đảo ở Trung Hải, có tấm bia khắc chữ "Gió thu trên Hồ Thái Dịch" của Hoàng đế Càn Long. Hồ Thái Dịch là tên cũ của cả ba hồ.

### Nam Hải
Nam Hải là trụ sở của Đảng Cộng sản Trung Quốc, bao gồm văn phòng Tổng Bí thư và các phòng làm việc của cán bộ Văn phòng Trung ương Đảng. Nam Hải cũng bao gồm các địa điểm họp của Bộ Chính trị, Ủy ban Thường vụ và Ban Bí thư.

#### Nhà Hoài Nhân

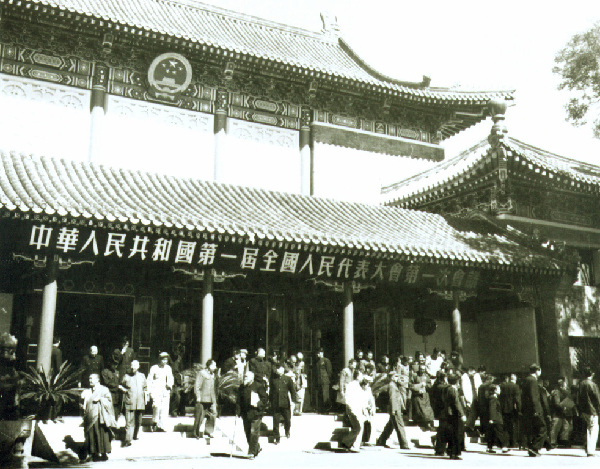
Nhà Hoài Nhân vào năm 1954

Nhà Hoài Nhân (怀仁堂) là hội trường hai tầng được Đảng Cộng sản dùng làm nơi họp chính của Bộ Chính trị và là nơi họp thay thế của Ủy ban Thường vụ Bộ Chính trị. Tòa nhà cũng là địa điểm hội nghị của vài nhóm lãnh đạo của Đảng Cộng sản như Ủy ban Tài chính Kinh tế trung ương và Ủy ban Cải cách toàn diện trung ương.
Thái hậu Từ Hi, là người nắm thực quyền, dời vào Nhà Hoài Nhân làm việc từ Điện Dưỡng Tâm trong Tử Cấm Thành gần đó. Sau cuộc Quyền loạn, Nhà Hoài Nhân là trụ sở của chỉ huy Alfred von Waldersee của Liên quân tám nước đến khi tòa nhà bị hỏa hoạn. Năm 1902, Thái hậu Từ Hi ra lệnh dùng kinh phí 5 triệu lạng bạc xây lại Nhà Hoài Nhân trước khi qua đời ở đây vào năm 1908. Sau khi Trung Hoa Dân quốc được thành lập vào năm 1911, Tổng thống Viên Thế Khải dùng tòa nhà này để gặp các vị khách nước ngoài và nhận lời chúc mừng năm mới. Lúc Thế Khải qua đời, đây là nơi cử hành đám tang của ông. Khi Tào Côn trở thành tổng thống, ông sống ở Nhà Hoài Nhân. Sau khi Chính phủ Bắc Dương đổ, Nhà Hoài Nhân không được sử dụng lâu dài và được trao cho Chính quyền thành phố Bắc Kinh.
Sau khi Cộng hòa Nhân dân Trung Hoa được thành lập, phiên họp toàn thể đầu tiên của Hội nghị Hiệp thương Chính trị Nhân dân Trung Quốc mở tại Nhà Hoài Nhân vào năm 1949. Năm 1953, tòa nhà được tu sửa thành hội trường hai tầng cho Hòa hội Châu Á - Thái Bình Dương của Chu Ân Lai. Về sau, hội trường mới được dùng cho kỳ họp đầu tiên của Đại hội Đại biểu Nhân dân Toàn quốc năm 1954. Nhà Hoài Nhân trở thành hội trường của chính quyền trung ương, thường tổ chức nhiều chương trình nghệ thuật và các cuộc họp chính trị, bao gồm các cuộc họp của Ủy ban Trung ương trước khi khách sạn Kinh Tây xây xong.

#### Điện Cần Chính

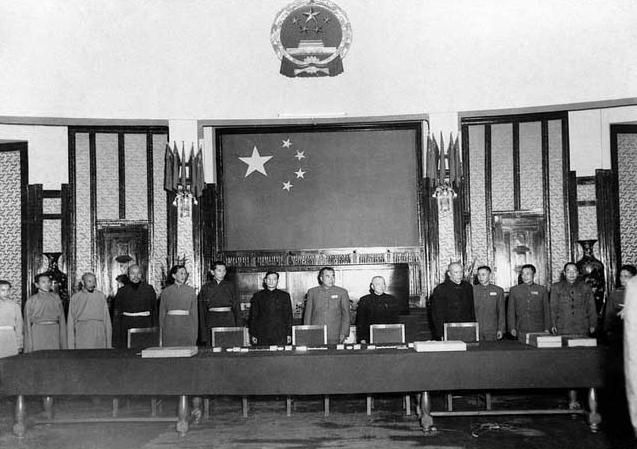
Điện Cần Chính có bố cục trước năm 1980 lúc ký Hiệp định 17 điều

Điện Cần Chính (勤政殿) là trụ sở của Ban Bí thư Đảng Cộng sản Trung Quốc và là nơi đặt văn phòng của Tổng Bí thư, hiện là lãnh tụ tối cao của nước. Tòa nhà cũng bao gồm một phòng họp là nơi hội nghị chính của Ủy ban Thường vụ Bộ Chính trị. Ngoài đặt văn phòng của Tổng Bí thư ra, Điện Cần Chính cũng là nơi đặt văn phòng của Bí thư thứ nhất Ban Bí thư, người trên thực tế phụ trách việc quản lý đảng ngày ngày của ban Bí thư do Tổng Bí thư phải gánh vác làm việc nước. Có một đường dây nóng được bảo mật chạy thẳng từ Điện Cần Chính đến Nhà Trắng để tiện đàm phán cấp cao với các lãnh tụ Hoa Kỳ.
Lúc đầu, Điện Cần Chính được Hoàng đế Khang Hy cho xây dựng làm sảnh chính của Trung Nam Hải, là nơi sinh sống làm việc chính của Hoàng đế. Sau Cách mạng Tân Hợi, tòa nhà là nơi tổ chức hội nghị của chính phủ trong cả thời Dân quốc lẫn thời Cộng hòa Nhân dân. Từ năm 1949 đến khi Hiến pháp năm 1954 ban hành, Điện Cần Chính là nơi họp của Ủy ban Chính phủ Nhân dân Trung ương, là cơ quan tạm trị Trung Quốc. Trong lúc là trụ sở của Chính phủ Nhân dân Trung ương, Điện Cần Chính cũng là chỗ ký Hiệp định 17 điều năm 1951, ấn định rằng Tây Tạng thuộc chủ quyền của Cộng hòa Nhân dân Trung Hoa. Cuối thập niên 70, Uông Đông Hưng, Giám đốc Phòng Hành chính Trung ương, cho phá bỏ Điện Cần Chính và chi 6,9 triệu nhân dân tệ vốn dĩ chuyên dụng vào tái thiết tòa nhà để xây dựng dinh thự riêng của ông ở đó, nhưng mưu kế ông bị hỏng do Đông Hưng bị mất chức vị lãnh đạo Phòng Hành chính Trung ương vào năm 1978. Điện Cần Chính được khánh thành làm trụ sở của Ban Bí thư vào năm 1980.

#### Nhà Cư Nhân
Nhà Cư Nhân (居仁堂) bấy giờ là cung điện hai tầng có kiến trúc kiểu Tây vào đời nhà Thanh. Thái hậu Từ Hi cho cất tòa nhà để tiếp đãi các nữ khách của mình và cũng là nơi tiếp đón các nhà ngoại giao nước ngoài. Sau khi đàn áp cuộc Quyền loạn, chỉ huy Liên quân tám nước Alfred von Waldersee chuyển đến đây. Thời Dân quốc, tòa nhà lấy tên hiện tại theo Viên Thế Khải, ông tiếp tục dùng nó để đón khách.
Sau năm 1949, tòa nhà trở thành trụ sở đầu tiên của Ủy ban Quân sự Trung ương trước khi cơ quan chuyển ra ngoài Trung Nam Hải. Năm 1956, Ban Bí thư ĐCSTQ tách ra với nhân viên của Chủ tịch Đảng và cần trụ sở riêng, cho nên tân Tổng Bí thư Đặng Tiểu Bình chọn Nhà Cư Nhân làm nơi đặt Ban Bí thư. Tòa nhà bị phá bỏ vào năm 1964. Các văn phòng của Ban Bí thư tạm chuyển đến "Nhà C" trong Xóm Lầu Tây trước khi dời vào Điện Cần Chính vào năm 1980.

#### Xóm Lầu Tây
Xóm Lầu Tây (西楼大院) lấy tên theo vị trí ở góc tây nam của Trung Nam Hải. Các tòa nhà do tiểu đoàn công binh thuộc Trung đoàn Cảnh vệ Trung ương xây dựng từ năm 1949 đến năm 1951 để làm nơi làm việc và nhà ở cho cán bộ Phòng Hành chính Trung ương. Tòa nhà phía Tây là nơi làm việc chính của Giám đốc Phòng Hành chính Trung ương Cục. Ngoài Sảnh Lầu Tây (西楼大厅), các tòa nhà khác trong Xóm Lầu Tây đều mang ký hiệu là A, B, C, D và F. Tòa nhà C và D ban đầu dự định là nơi ở cho Bí thư đảng ủy tỉnh. Bí thư Thành ủy khi họ đến Bắc Kinh họp. Nhiều thư ký và nhân viên ban thư ký được giao nhiệm vụ trợ giúp Phòng Hành chính làm việc tại đây. Cuối thập niên 90, Xóm Lầu Tây bao gồm một túc xá cho các nhân viên trẻ của Phòng Hành chính Trung ương. Sảnh Lầu Tây có một nhà bếp lớn và nhà ăn cho nhân viên Phòng Hành chính với một phòng nhỏ hơn vừa là phòng ăn vừa là phòng họp cho lãnh tụ cấp cao.
Từ năm 2007 đến năm 2008, một phần Xóm Lầu Tây bị phá để nhường chỗ cho tòa nhà ba tầng được xây xong vào năm 2010. Hiện nay, diện tích của sở công Phòng hành chính Trung ương tràn ra ngoài Trung Nam Hải mà bao gồm vài tòa nhà ở phía bên kia của Đường Phủ Hữu từ Lầu Tây với các tòa nhà khác trong Quận Tây Thành. Cổng trên Đường Phủ Hữu mà các nhân viên của Ủy ban Trung ương dùng để đi lại giữa các tòa nhà bên trong và bên ngoài Trung Nam Hải tên là "Cổng Đại Tây" vì nó được dùng nhiều nhất trong các cổng của Trung Nam Hải.
Dinh và nhân viên của Chủ tịch nước cũng nằm ở Xóm Lầu Tây trong lúc chức vị này không được giữ cùng lãnh tụ tối cao, như trong nhiệm kỳ của Lưu Thiếu Kỳ từ năm 1959 đến năm 1967. Văn phòng của Lưu Thiếu Kỳ đặt ở Nhà A. Văn phòng của Nguyên soái Chu Đức đặt tại Nhà B ở Xóm Lầu Tây khi ông giữ chức Phó Chủ tịch Trung Quốc.
Năm 1962, Lưu Thiếu Kỳ chủ trì cuộc họp mở rộng bất thường của Ủy ban Thường vụ Bộ Chính trị tại nơi này, gọi là "Phiên họp Lầu Tây". Ở cuộc họp, các lãnh tụ đảng thảo luận một cách chân tơ kẽ tóc về tình hình kinh tế tài chính tồi tệ của nước sau thất bại của Đại nhảy vọt và hứa sẽ cứu giúp ngành nông nghiệp.

#### Vườn Phong Trạch

Mao Trạch Đông, Chu Ân Lai, Trần Nghị và Trương Văn Thiên ở bên ngoài Nhà Di Niên trong Vườn Phong Trạch

Vườn Phong Trạch (丰泽园), vài nhà do Hoàng đế Khang Hy cho xây dựng, ban đầu được dùng để nuôi tằm. Nhiều tòa nhà sau đó được Hoàng đế Càn Long xây thêm làm thư phòng và nơi nghỉ dưỡng cá nhân. Trong suốt khu vườn có các tấm biển bằng gỗ ở lối vào của các tòa nhà, được Hoàng đế Càn Long khắc. Ở khu vực phía tây bắc của khu vườn là Nhà Xuân Ngẫu (春耦齋), từng lưu giữ ấn tín của Hoàng đế Càn Long và vài tác phẩm nghệ thuật. Sau cuộc Quyền loạn, Nhà Xuân Ngẫu bị cướp phá và sau đó trở thành nơi cư trú mùa hè cho chỉ huy của binh Đức trong Liên quân tám nước. Trong những ngày đầu của Cộng hòa Nhân dân Trung Hoa, Nhà Xuân Ngẫu được dùng làm vũ trường, nơi những lãnh tụ cấp cao của đảng tổ chức khiêu vũ hai buổi một tuần.
Tòa nhà lớn nhất trong Vườn Phong Trạch tên là Nhà Di Niên (颐年堂) vào lúc Hoàng đế Quang Tự cầm quyền. Thời Chính phủ Bắc Dương (1912-1928), văn phòng của Tổng thống ban đầu đặt tại tòa nhà này. Năm 1918, Tổng thống Từ Thế Xương chuyển dinh Tổng thống đến Phủ Nhiếp chính, đẩy Tổng lý dời vào Vườn Phong Trạch. Sau năm 1949, Nhà Di Niên trở thành nơi họp cho các quan chức Đảng Cộng sản. Trong lúc Mao Trạch Đông làm lãnh tụ tối cao, các cuộc họp của Bộ Chính trị thường được tổ chức tại Nhà Di Niên do nó gần nhà ông.
Vườn Phong Trạch cũng có nơi ở và văn phòng cá nhân đầu tiên của Chủ tịch Mao Trạch Đông từ năm 1949 đến năm 1966, tên là Thư phòng Hương Cúc (菊香书屋). Một hầm phòng không được đào trong sân ngay sau khi Mao Trạch Đông chuyển đến Trung Nam Hải. Năm 1966, ông dời vào Nhà Hồ bơi khi Cách mạng Văn hóa phát động. Sau khi Mao Trạch Đông qua đời, Thư phòng Hương cúc được giữ gìn làm viện bảo tàng riêng. Ngay phía đông của Thư viện Hương hoa cúc là khu nhà tên Sở Tây Bát (西八所), là túc xá cho các trợ lý và thư ký riêng của Mao Trạch Đông.

#### Viện Thục Thanh
Viện Thục Thanh (淑清院) nằm ở góc đông bắc của Nam Hải, được xây dựng cho Hoàng đế Càn Long làm một phần của khu vườn nhỏ, có phong cách kiến trúc giống như công viên Bắc Hải. Sau năm 1959, tòa nhà bị phá để nhường chỗ cho doanh trại và khu sĩ quan của Đơn vị 8341, là đội bảo vệ Trung Nam Hải.

#### Biệt thự 202
Biệt thự 202 (202别墅) bên cạnh Nhà Hoài Nhân được cất vào năm 1974 làm nơi trú ẩn động đất được gia cố an toàn. Mao Trạch Đông chuyển đến Biệt thự 202 từ Nhà Hồ bơi sau động đất Đường Sơn tháng 7 năm 1976 và qua đời ở đây vào ngày 9 tháng 9 năm 1976.

#### Tứ Sở Tây
Tứ Sở Tây (西四所) còn gọi là Nhà Khánh Vân (庆云堂) bao gồm bốn ngôi nhà được xây dựng làm một phần của mái tây Nhà Hoài Nhân. Các tòa nhà này, Viện Sử học Bắc Kinh mua lại sau khi chính quyền Bắc Dương đổ. Sau năm 1949, Bộ Tuyên truyền đặt trụ sở ở đây trước khi chuyển đến nơi hiện nay ở 5 Đường Tây Trường An. Vài lãnh tụ đảng sống ở Tứ Sở Tây, như Đặng Tiểu Bình, Lý Phú Xuân, Trần Nghị và Đàm Chấn Lâm. Trong lúc nắm quyền, Đặng Tiểu Bình dùng nhà ông làm chỗ họp cho các cuộc họp không chính thức có các thành viên của Ủy ban Cố vấn Trung ương, Bộ Chính trị, Ban Bí thư và các nguyên lão đảng dự vào. Chính ở nhà Đặng Tiểu Bình mà quyết định đàn áp biểu tình ở Quảng trường Thiên An Môn vào năm 1989 được hạ.

#### Ngõ Vạn Tự
Ngõ Vạn Tự (万字廊) ban đầu do Hoàng đế Càn Long cho xây dựng để mừng sinh nhật 50 tuổi của mẹ ông. Tuy các nhà cửa đời nhà Thanh trong khu vực này không còn đứng, nhưng con ngõ hẹp ở phía tây nam Trung Nam Hải nơi chúng nó từng tồn tại hiện có những ngôi nhà là nơi ở của các lãnh tụ đảng. Dương Thượng Côn, từng là Tổng Bí thư Quân ủy Trung ương, Chủ tịch Trung Quốc, và một trong Bát Đại Nguyên lão của thời Đặng Tiểu Bình sống ở một trong các ngôi nhà này.
Sớm sau khi Cộng hòa Nhân dân được thành lập, Lưu Thiếu Kỳ sống ở Ngõ Vạn Tự trước khi chuyển đến Xóm Lầu Tây mới xây xong. Sau này ông chuyển đi Nhà Phúc Lộc (福禄居) trong cùng khu vực. Sau khi Thiếu kỳ bị tố cáo và thanh trừ, cả Ngõ Vạn Tự lẫn Nhà Phúc lộc đều bị phá bỏ trong Cách mạng Văn hóa. Ngõ Vạn Tự được xây dựng lại và trong thời kỳ đỉnh cao quyền lực của Tứ nhân bang, vợ của Mao Trạch Đông tên Giang Thanh sống ở nơi bấy giờ gọi là Nhà 201, còn có tên khác là Phòng Xuân Liên.

#### Đài Doanh

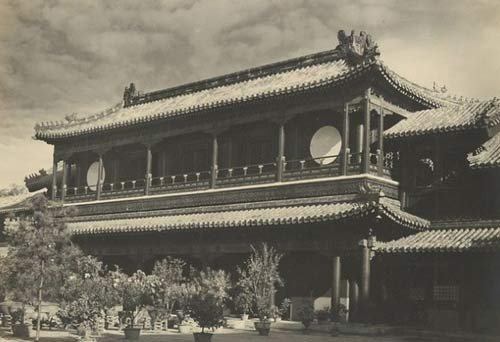
Đài Doanh trước năm 1949

Đài Doanh (瀛台) nằm ở Nam Hải, được đắp xong vào năm 1421 theo lệnh Hoàng đế Vĩnh Lạc đời nhà Minh sau khi ông dời thủ đô về Bắc Kinh. Tên hiện tại của hòn đảo do Hoàng đế Thuận Trị đời Thanh đặt vào năm 1655. Từ Đài Doanh vào bờ hồ có cây cầu đá. Vì hòn đảo dốc nên mặt phía bắc của ngôi đền chính trên đảo là ngôi nhà một tầng trong khi mặt phía nam là tòa nhà hai tầng. Tháng 7 năm 1681, Hoàng đế Khang Hy của nhà Thanh tổ chức "phiên điều trần tại Đài Doanh" để hoạch định sách lược dập tắt nội loạn. Tháng 8 năm 1898, Hoàng đế Quang Tự bị Thái hậu Từ Hi giam giữ ở trên Đài Doanh sau khi Cải cách Mậu Tuất thất bại; ông bị đầu độc chết tại đây cùng năm.
Sau năm 1949, Đài Doanh được dùng làm nơi tổ chức tiệc và các hoạt động chiêu đãi khác. Theo vài nguồn tin, Giang Trạch Dân sống ở đảo Đài Doanh trong lúc làm lãnh tụ tối cao.

#### Cổng Tân Hoa
Cổng Tân Hoa (新华门) là lối vào chính của Trung Nam Hải, nằm trên Đường Tây Trường An. Ban đầu cổng do Hoàng đế Càn Long cho dựng làm nhà cho một trong các phi tần của ông. Sau Cách mạng Tân Hợi, Viên Thế Khải biến nhà thành cổng và đặt tên nó là "Cổng Tân Hoa", nghĩa là "Cổng Trung Quốc mới". Hai khẩu hiệu "Đảng Cộng sản Trung Quốc vĩ đại muôn năm" và "Tư tưởng Mao Trạch Đông muôn năm bất khả chiến bại" hiện được treo trên các bức tường ở hai bên Cổng Tân Hoa. Trên cửa có dòng chữ viết tay "Vì nhân dân phục vụ" của Mao Trạch Đông. Năm 1959, một lối đi ngầm được đào giữa Cổng Tân Hoa và Đại hội trường Nhân dân ngay trước khi hội trường xây xong. Lúc đó, lối đi này chỉ các ủy viên của Ủy ban Thường vụ Bộ Chính trị được dùng.

## Ảnh

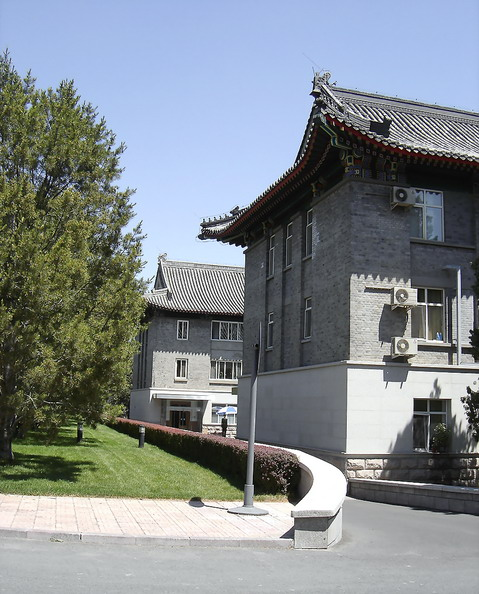
Nhà cửa ở bên trong Trung Nam Hải
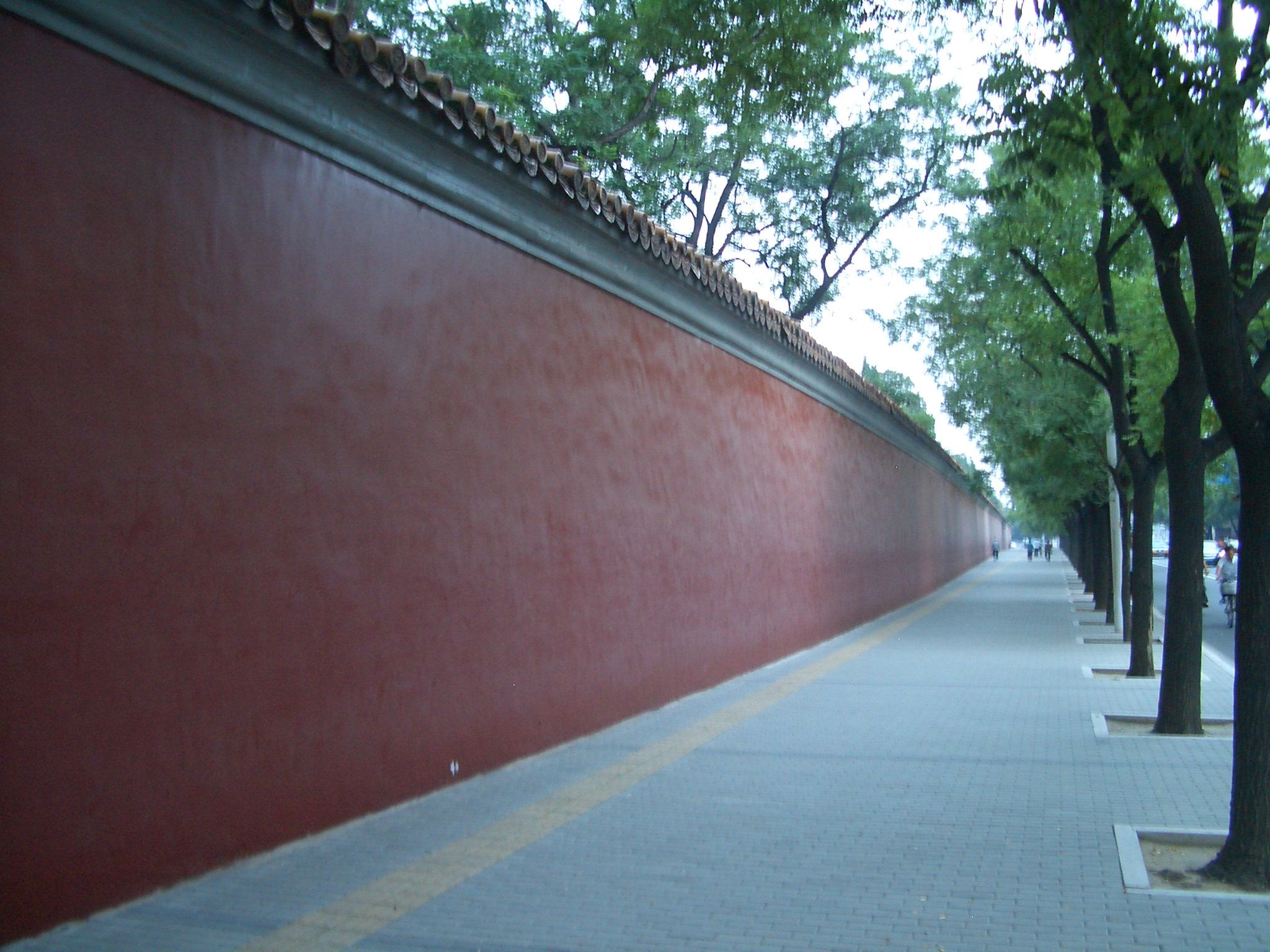
Bức tường phía tây của Trung Nam Hải và Hoàng Thành Bắc Kinh
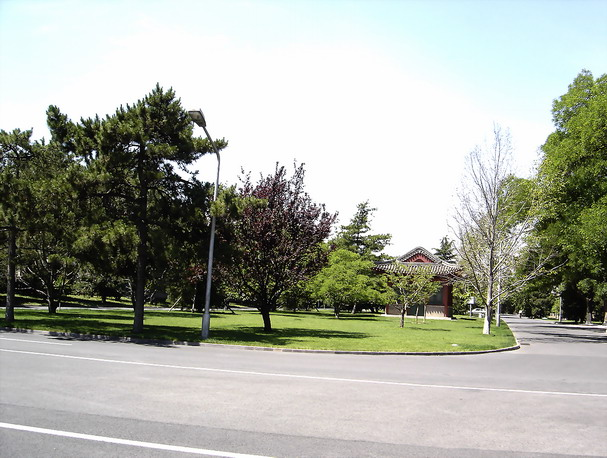
Đường ở bên trong Trung Nam Hải
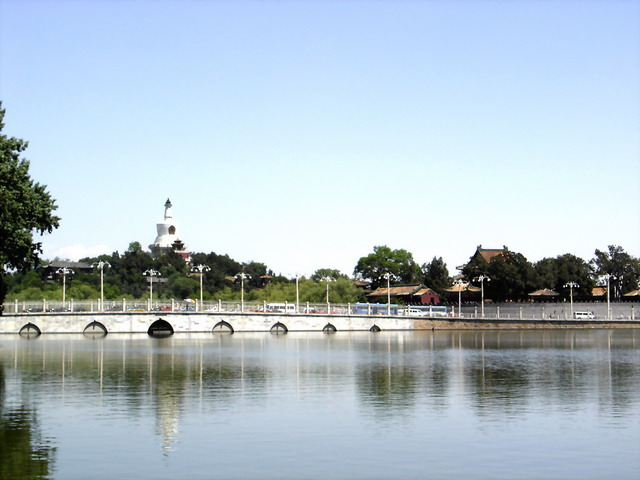
Từ trung tâm của Trung Nam Hải qua Trung Hải, đến cây cầu ngăn cách Trung Nam Hải và Công viên Bắc Hải, có Tháp Phật Trắng của Công viên Bắc Hải ở đằng xa